# Resolución 732 del Consejo de Seguridad de las Naciones Unidas
La resolución 732 del Consejo de Seguridad de las Naciones Unidas, adoptada sin votación el 23 de enero de 1992, después de examinar la solicitud de la República de Kazajistán para la membresía en las Naciones Unidas, el Consejo recomendó a la Asamblea General que Kazajistán fuese admitida.